# Hau Pei-tsun
Hau Pei-tsun (chiń. 郝柏村; pinyin Hǎo Bǎicūn; ur. 13 lipca 1919 w Yancheng, zm. 30 marca 2020 w Tajpej) – tajwański wojskowy i polityk, premier Republiki Chińskiej w latach 1990–1993.
Urodził się w prowincji Jiangsu w rodzinie bogatych posiadaczy ziemskich. W 1938 roku ukończył naukę w wojskowej Akademii Whampoa. Podczas kryzysu w Cieśninie Tajwańskiej (1958) dowodził obroną wysp Kinmen. Awansowany do rangi generała. W latach 1981–1989 był szefem sztabu generalnego. Od 1989 do 1990 roku pełnił urząd ministra obrony narodowej.
W 1990 roku został powołany przez prezydenta Lee Teng-huia na stanowisko premiera. Mianowanie wojskowego szefem rządu spotkało się początkowo z gwałtownymi protestami, Hau zdołał sobie jednak z czasem zaskarbić sympatię społeczeństwa skuteczną walką z przestępczością i stłumieniem niepokojów społecznych. W trakcie swojego urzędowania wielokrotnie wchodził w spór z prezydentem Lee i ostatecznie został odwołany w 1993 roku. Na jego miejsce premierem został mianowany Lien Chan.
W 1995 roku wystąpił z Kuomintangu. Rok później w wyborach prezydenckich bezskutecznie ubiegał się u boku bezpartyjnego kandydata Lin Yang-kanga o urząd wiceprezydenta.
Był żonaty, miał dwóch synów i trzy córki.